# Tama Senior
Der Tama Senior (jap. たまセニア, Tama Senia) war ein PKW der Kompaktklasse, den die Tōkyō Denki Jidōsha K.K. (englisch Tokyo Electric Motor Car Co., dt. Tokio Elektrofahrzeuge & Co.) in Japan von 1948 bis 1951 als größeren Nachfolger ihres ersten Elektrofahrzeuges Tama E4S-47 herstellte. 1949 benannte sich der Automobilhersteller nach seinem Herstellungsort Tama in der Präfektur Tokio in Tama Denki Jidōsha (dt. Elektrofahrzeuge Tama) um. Später wurde daraus die Prince Jidōsha Kōgyō (englisch Prince Motor Company, dt. Prince Motorengesellschaft).
Anders als der kleinere Bruder Tama Junior, der nur eine konsequente Weiterentwicklung des ersten Elektrofahrzeuges der Firma war, zeigte sich der Senior als erstes Mittelklassemodell des Herstellers mit einer Ganzstahlkarosserie in Pontonform im Stil des zeitgenössischen Fiat 1400 mit fünf Sitzplätzen und vier vorne angeschlagenen Türen. Die Windschutzscheibe war geteilt und V-förmig angestellt. Wie der kleinere Junior hatte auch der Senior noch keine Blinker, sondern an den A-Säulen befestigte Winker.
Die Antriebsleistung des vorne eingebauten Elektromotors lag bei 6,0 PS (4,4 kW). Der Wagen erreichte eine Höchstgeschwindigkeit von 55 km/h und eine Reichweite von 200 km.
Ende 1951 wurde die Fertigung von Elektrofahrzeugen eingestellt. Als Nachfolger des Tama Senior erschien 1952 der Prince Sedan, der eine wenig veränderte Karosserie hatte, die aber mit einem Verbrennungsmotor ausgestattet war und so deutlich bessere Fahrleistungen erreichte.